# Cyligramma duplex
Cyligramma duplex är en fjärilsart som beskrevs av Achille Guenée 1852. Cyligramma duplex ingår i släktet Cyligramma och familjen nattflyn. Inga underarter finns listade i Catalogue of Life.